# Heineken Trophy 2000
Heineken Trophy 2000 — тенісний турнір, що проходив на відкритих кортах із трав'яним покриттям Autotron park у Росмалені, поблизу Гертогенбоса, (Нідерланди). Належав до серії International в рамках Туру ATP 2000 і серії Tier III в рамках Туру WTA 2000. Тривав з 19 до 25 червня 2000 року. Патрік Рафтер і Мартіна Хінгіс здобули титул в одиночному розряді.

## Фінальна частина

### Одиночний розряд, чоловіки
Патрік Рафтер —  Ніколя Ескюде 6–1, 6–3

### Одиночний розряд, жінки
Мартіна Хінгіс —  Руксандра Драгомір 6–2, 3–0 ret.

### Парний розряд, чоловіки
Мартін Дамм /  Цирил Сук —  Паул Гаргейс /  Сендон Столл 6–4, 6–7(5–7), 7–6(7–5)

### Парний розряд, жінки
Еріка Делоун /  Ніколь Пратт —  Кетрін Берклей /  Каріна Габшудова, 7–6(8–6), 4–3 ret.